# Kurt Diebner

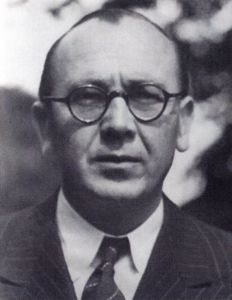
Kurt Diebner

Kurt Diebner (* 13. Mai 1905 in Obernessa, Kreis Weißenfels; † 13. Juli 1964 in Oberhausen) war ein deutscher Kernphysiker.

## Frühe Jahre und Studium
Diebner studierte Physik an den Universitäten Innsbruck und Halle/Saale. Während seines Studiums wurde er 1925 Mitglied der Sängerschaft Fridericiana Halle. 1931 promovierte er (Über die Kolonnenionisation einzelner α-Strahlen). Die Arbeit zeigte, dass seine Stärken auf dem Feld der Experimentalphysik lagen. Zum 1. April 1933 trat er der NSDAP bei (Mitgliedsnummer 1.834.823).
Kurz nachdem er den Doktorgrad erhalten hatte, wechselte er zur Physikalisch-Technischen Reichsanstalt (PTR) und 1934 zur Forschungsabteilung des Heereswaffenamtes (HWA). Dort arbeitete er unter der Leitung von Erich Schumann an der Initialzündung von Sprengstoffen mit Hilfe von Strahlung. Ab Sommer 1939 übernahm Diebner die Leitung des neu gegründeten Referats für Atomphysik bei der Gruppe Wa F I (Physik) des HWA in Kummersdorf bei Berlin.
Nach dem Beginn des Zweiten Weltkrieges strebte das HWA an, alle Forschungen zur Kernspaltung für Rüstungszwecke zu kontrollieren. Wichtigster Schritt in dieser Richtung war die Übernahme des Kaiser-Wilhelm-Institut für Physik in Berlin-Dahlem. Der Niederländer Peter Debye, seit 1935 Leiter des KWI für Physik, lehnte das Angebot ab, das Institut weiter zu führen, da dies mit der Auflage verbunden war, die deutsche Staatsbürgerschaft anzunehmen. An seiner Stelle trat Diebner die Stelle als Geschäftsführer des KWI für Physik an und besetzte diesen Posten von Januar 1940 bis September 1942. Durch Unterstützung von Erich Bagge gelang es Diebner, Werner Heisenberg zur Mitarbeit an dem vom HWA geleiteten deutschen Uranprojekt zu überreden. Als die Verantwortung für das Uranprojekt an den Reichsforschungsrat überging und Heisenberg die Leitung des KWI für Physik übernahm, musste Diebner seinen Posten als Geschäftsführer jedoch räumen.
Parallel zu den Arbeiten am KWI für Physik begann Diebner Ende 1939 mit dem Aufbau einer eigenen Atomforschungsgruppe an der Versuchsstelle Gottow des HWA. Die Arbeit des Uranprojekts war wesentlich durch das spannungsvolle Verhältnis zwischen Kurt Diebner und Werner Heisenberg geprägt. Unbestritten ist heute, dass Diebner mit dem Würfel-Konzept über ein qualifizierteres Reaktorkonzept als Heisenberg mit seinem Platten-Konzept verfügte.
Nach mehreren dokumentierten Reaktorversuchen kam es im Frühjahr 1944, das genaue Datum ist nicht bekannt, in Gottow zu dem Versuch G III b mit 564 Kilogramm Uranwürfeln und knapp sechshundert Liter schwerem Wasser. Die Auswertung der Versuche ergab für G III b eine Neutronenvermehrung um 106 Prozent. Diese Werte lagen deutlich über allen zuvor erreichten Ergebnissen. Diebners Reaktorkonzept hatte seine Tauglichkeit bewiesen. Im Herbst 1944 begann Diebner in Gottow mit einem neuen Reaktorversuch, dessen Umstände bis heute nicht eindeutig geklärt sind. Es soll dabei zu einem Unfall gekommen sein, in dessen Folge Mitarbeiter verstrahlt wurden.
Im Januar 1944 kehrte Diebner als Stellvertreter des Beauftragten des Reichsforschungsrates für die kernphysikalische Forschung, Walther Gerlach, ins Harnack-Haus zurück. Mittlerweile gab es neben den Reaktorversuchen einen weiteren Forschungsschwerpunkt. Nachgewiesen sind Diebners Versuche, 1943/44 mittels Hohlladungen thermonukleare Reaktionen einzuleiten. Diese Versuche waren nach seiner Aussage nicht erfolgreich. Seine Teilnahme an Tests von nuklearen Versuchsanordnungen im März 1945 auf dem Truppenübungsplatz Ohrdruf ist wahrscheinlich. Werner Grothmann, Chefadjutant des Reichsführers SS Heinrich Himmler, nennt ihn als durchführenden Verantwortlichen für diese Versuche.
Bekannte Arbeitsstätten Diebners waren das Heereswaffenamt Berlin, Hardenbergstraße, die Heeresversuchsstelle Kummersdorf südlich von Berlin sowie ab Herbst 1944 ein Versuchslabor in den Räumlichkeiten der Mittelschule in Stadtilm/Thüringen. In dieser Zeit wohnte Diebner im nahe gelegenen Schloss Griesheim. Vor dem erhaltenen Gewölbekeller der bei Kriegsende zerstörten Mittelschule erinnert heute ein als Edelstahlkubus gestalteter Brunnen an die von Diebner mit Erfolg verwendeten Uranwürfel.
Nach der abenteuerlichen Überführung des Labors von Stadtilm nach Bayern wurde Diebner im Mai 1945 von US-Soldaten verhaftet und gemeinsam mit den Nobelpreisträgern Werner Heisenberg und Otto Hahn sowie mit Walther Gerlach, Erich Bagge und anderen im Rahmen der Operation Epsilon für sechs Monate in Farm Hall (England) interniert.

## Nach dem Zweiten Weltkrieg
1947 gründete Diebner in Hamburg die Firma DURAG. Mit der Erfindung eines dann patentierten Dämmerungsschalters verbesserte sich die wirtschaftliche Situation der Familie.
Ab Mai 1955 meldete Diebner gemeinsam mit Erich Bagge zahlreiche Reaktorpatente an. Darunter befinden sich unter anderem Patente zu Schnellen Brütern sowie zur Plutoniumgewinnung und -separation. Zwei Patentanmeldungen erfolgten 1955 zusammen mit Friedwardt Winterberg zu thermonuklearen Bomben (Mininuke, boosted weapon), deren Zündung und Anwendung zog er allerdings wieder zurück. An den Patentanmeldungen seines früheren Chefs Erich Schumann über Bau und Zündung thermonuklearer Bomben war er nicht beteiligt.
Die Veröffentlichung seiner dann als „Tautorus-Liste“ häufig zitierten Zusammenstellung von Kernforschungsarbeiten aus der Kriegszeit nahm er 1956 in der von Erich Bagge herausgegebenen Zeitschrift „Atomkernenergie“ unter dem Namen eines kaufmännischen Angestellten „Tautorus“ vor, da er laut einer späteren Aussage von Bagge „fürchtete, wegen dieser Liste ins Zuchthaus zu kommen“. Im Zusammenhang mit den im vorigen Abschnitt erwähnten nuklearen Tests und den dabei zu Tode Gekommenen sind solche Befürchtungen verständlich.
Am 4. März 1957 erschien Diebners Name in der deutschen Presse mit der Ankündigung, dass er das „Geheimnis der Kernverschmelzung“ enträtselt habe. Am 20. März 1957 erhielt er noch einen großen Artikel im Nachrichtenmagazin Der Spiegel, doch konnte er die wissenschaftlichen Erwartungen nicht erfüllen. Die Erforschung der Fusion blieb dennoch auch weiterhin sein Thema und führte zu weiteren Patentanmeldungen.
Diebner fungierte ab 1955 als Initiator und Herausgeber verschiedener Zeitschriften wie Kerntechnik. Er war einer der Gründer der Studiengesellschaft für Kernenergieverwertung in Schiffbau und Schiffahrt, die letztlich in die Gründung der GKSS in Geesthacht führte.

## Arbeiten zu Diebners Rolle
Diebners Rolle im Heereswaffenamt und bei der Entwicklung einer Nuklearwaffe im Dritten Reich ist Gegenstand einer Publikation von Rainer Karlsch: Hitlers Bombe, die in der deutschen Presse zu heftigen Kontroversen führte.
Der US-Historiker Mark Walker hat im Herbst 2005 eine wissenschaftliche Arbeit im Auftrag der Max-Planck-Gesellschaft publiziert, in der die These von Karlsch unterstützt wird. Für Tests von Kernspaltungswaffen konnte jedoch keine Radioaktivität als Beweis gefunden werden. In der Heisenbergbiographie von David C. Cassidy wird Diebner als ein erfolgreicher Konkurrent dargestellt, dessen bessere Ergebnisse von Heisenberg bewusst ignoriert wurden, um sein eigenes Projekt nicht zu gefährden.

## Filme
In dem Fernsehfilm Ende der Unschuld wird die Figur des Kurt Diebner durch Udo Samel dargestellt. In der norwegischen Serie Saboteure im Eis – Operation Schweres Wasser (Kampen om tungtvannet) spielt Andreas Döhler Diebner.